# Smuk og dejlig
"Smuk og dejlig" er en dansk rocksang, udgivet på Shit & Chanel fra 1976, debutalbummet med gruppen af samme navn, skrevet af Anne Linnet fra gruppen.
Linnet skrev sangen efter en oplevelse på spillestedet Trinbrædtet i Aarhus, hvor hun blev fascineret af en kvinde, der dansede til Motown-musik. Linnet har efterfølgende afsløret, at der var tale om skuespilleren Ulla Henningsen. Nummeret var skrevet allerede i 1974, og gruppen spillede det, da de debuterede på en scene, det samme Trinbrædtet, hvor oplevelsen havde fundet sted. Sangen blev et af gruppens største hits, og det blev knyttet til kvindebevægelsen i 1970'erne, selv om Shit & Chanel ikke selv så sig som specielt feministiske.
"Smuk og dejlig" er en af de 12 evergreens, der kom med i kulturkanonen.

## Sangteksten
Sangen består af tre vers på hver fire linjer. De faste elementer er, at de to første linjer i hvert vers rimer, og at tredje linje ender med "du er så smuk og dejlig" i alle versene.
Indholdsmæssigt beskriver sangen sangerens ønske om at genfinde den kvinde, hun havde set danse, så hun går ind til byen og støder tilfældigt på hende. Det antydes, at kvinden ikke er uinteresseret i mødet, men at hun er lidt usikker på situationen ("Du er lidt forvirret, si'r du og ler"). Det skal tilføjes, at teksten aldrig direkte siger, at der er tale om en kvinde, idet hun kun omtales med stedord i anden person ("du", "dig").

## Melodi
Melodien går i en firedelt taktart i et roligt tempo. Forspil og de to første linjer kører en mol-rundgang, mens de to næste linjer kører over i den parallelle dur-rundgang.

## Originaludgave
Indspilningen af sangen har ret diskret musikledsagelse til sangen, hvor Anne Linnet selv synger for. Bagved holder rytmesektionen med Lone Poulsens enkle el-basgang, Astrid Elbeks percussion og Ulla Tvede Eriksens trommer gang i nummeret, mens den akustiske guitar spiller akkorderne.
I begyndelsen synger Linnet solo, men i de sidste linjer af tredje vers supplerer Lis Sørensen med diskret korsang. Efter gennemsyngning af hele sangen følger en række gentagelser af tredje vers, hvor Sørensens vokal gradvis bliver mere markant og bliver mere til en dialog med Linnets vokal, inden sangen fader ud.

## Andre versioner
"Smuk og dejlig" er indspillet af flere andre kunstnere, blandt andet af Lars H.U.G. på albummet Kopy (1989), af Blå Øjne på hendes debutalbum Romeo & Julie (1999), lige som Natasja Saad indspillede en version af sangen, der udkom hendes posthume album I Danmark er jeg født (2007).
Desuden sang den senere vinder af den første X Factor-konkurrence, Martin, sangen i en af udsendelserne.
I anden sæson af Toppen af Poppen på TV 2 fremførte Rasmus Nøhr en udgave af sangen af Linnet, der blev meget rørt over hans version. Sangen er inkluderet på CD'en Toppen af Poppen 2 .
Kal P. Dal lavede en svensk udgave med titlen "Go och dajlig", udgivet på albummet Rock E'Nock! i 1979.